# Krzyżna Góra
Krzyżna Góra (deutsch Kreuzberg) ist der höchste Gipfel (654 m) in den Falkenbergen (Sokole Góry) im Gebiet des Landeshuter Kamms (Rudawy Janowickie) in der Woiwodschaft Niederschlesien. 
Zusammen mit dem benachbarten Forstberg (Sokolik) bildet der Kreuzberg eine markante Doppelformation, die ein Wahrzeichen des Hirschberger Tals darstellt. Auf dem Gipfelfelsen Falkenstein befindet sich seit 1832 ein 7 m hohes eisernes Kreuz, welches Prinzessin Marianne von Hessen-Homburg, die Gemahlin von Prinz Wilhelm von Preußen errichten ließ.

## Entstehung des Namens

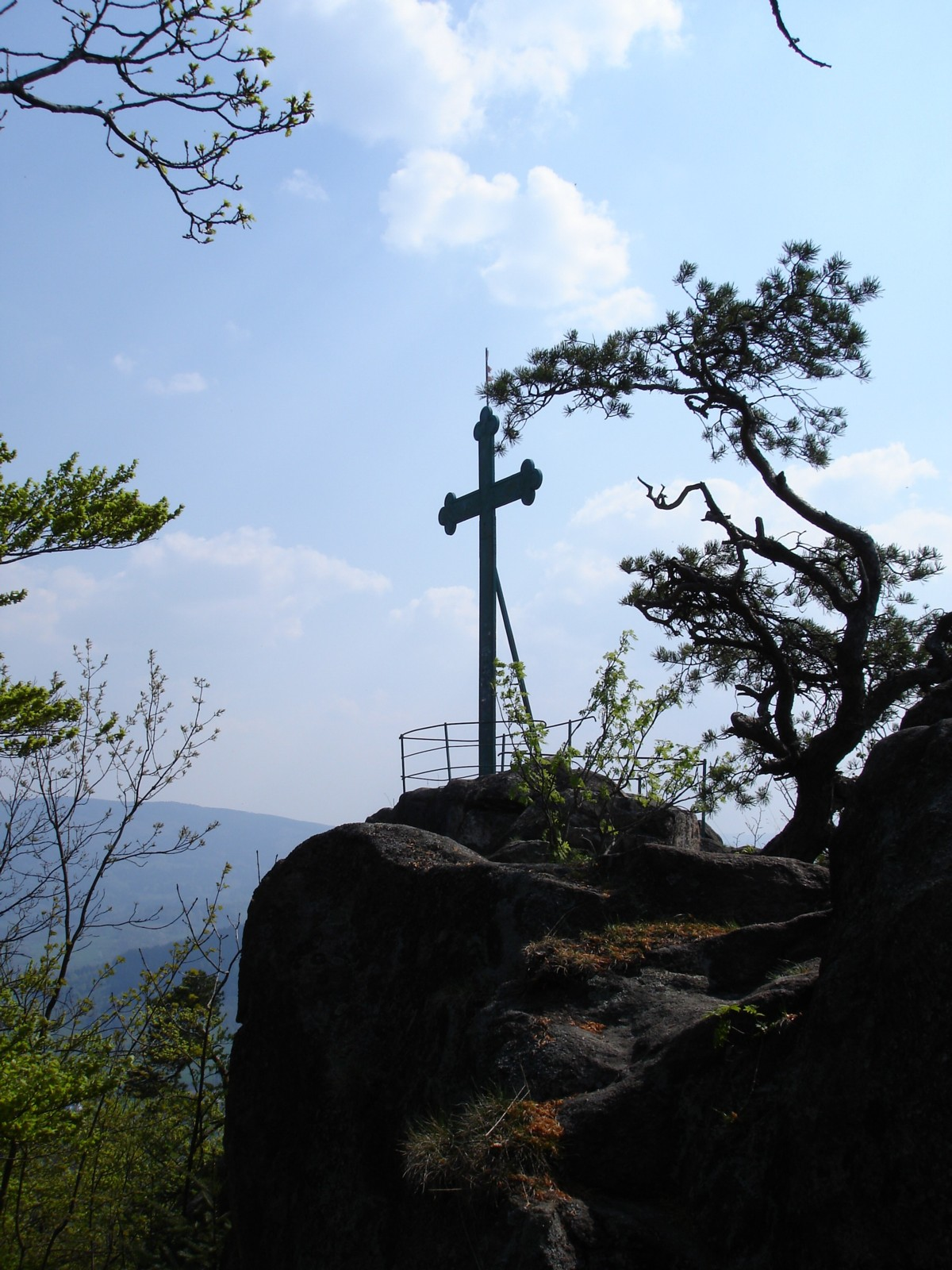
Kreuz am Gipfel

Der Name des Berges leitet sich von dem auf dem Gipfel befindlichen eisernen Kreuz ab.

## Lage und Umgebung
Der Kreuzberg liegt etwa 8 km östlich von Jelenia Góra (Hirschberg) und 4 km westlich von Janowice Wielkie (Jannowitz). Am Fuß des Berges befinden sich die Gemeinden Karpniki (Fischbach) und Trzcińsko (Rohrlach). An der Schulter des Berges befindet sich mit der Schweizerei (poln. Szwajcarka) die älteste Bergbaude der Sudeten. In der Nähe des Gipfels stand einst die Burg Falkenstein (Zamek Sokolec, 1476 zerstört), von der jedoch nur noch geringe Reste erhalten sind. 
Der Kreuzberg gehört zum Landschaftsschutzpark Landeshuter Kamm (Rudawski Park Krajobrazowy).

## Wege zum Gipfel
- Zum Kreuzberg führt eine Vielzahl von markierten Wanderwegen. Günstige Ausgangspunkte für den Besuch des Berges sind die Gemeinden Trzcińsko (Bahnhof der PKP an der Schlesischen Gebirgsbahn), Karpniki und Boberstein (Bobrów), Ortsteil von Wojanów (Schildau) sowie der Wanderparkplatz an der Verbindungsstraße Trzcińsko-Karpniki.
- Der Berg liegt zudem am Europäischen Fernwanderweg E3, über eine Abzweigung ist der Gipfel in ca. 20 Minuten erreichbar.